# Orophea parvifolia
Orophea parvifolia är en kirimojaväxtart som beskrevs av Elmer Drew Merrill. Orophea parvifolia ingår i släktet Orophea och familjen kirimojaväxter. Inga underarter finns listade i Catalogue of Life.